# Liste der Kellergassen in Jedenspeigen
Die Liste der Kellergassen in Jedenspeigen führt die Kellergassen in der niederösterreichischen Gemeinde Jedenspeigen an.
| Foto |                 | Kellergasse            | Standort                            | Beschreibung |
| ---- | --------------- | ---------------------- | ----------------------------------- | --- |
| ja   | Datei hochladen | Gießhübel (Am Hoadl)   | KG: Jedenspeigen Standort           | Die einseitige Einzelkellergasse liegt in einem Graben nordwestlich knapp außerhalb des Orts. Auf 180 Metern Länge befinden sich 18 Keller in unterschiedlichen Bauformen, ein Drittel davon ist erneuerungsbedürftig oder verfallen. |
| ja   | Datei hochladen | Hundsberg (Kellerberg) | KG: Jedenspeigen Standort           | Das Kellergassensystem liegt in Hanglage im östlichen Hintaus und erstreckt sich über eine Ausdehnung von etwa 600 Metern. Stellenweise befinden sich mehrere Kellenreihen hintereinander, so dass sich eine Gesamtweglänge von etwa einem Kilometer ergibt. Es besteht aus 99 Gebäuden, davon 21 Um- oder Neubauten (elf davon mit Wohnnutzung). Gut die Hälfte der Keller ist erneuerungsbedürftig oder verfallen. Die älteste Datierung stammt von 1873. |
| ja   | Datei hochladen | Kellergasse            | KG: Sierndorf an der March Standort | Das Kellergassensystem liegt in Hanglage und erstreckt sich über den gesamten westlichen Ortsrand. Auf 1300 Metern Länge befinden sich 101 Gebäude, davon zehn Um- oder Neubauten. Ein Drittel der Keller ist erneuerungsbedürftig oder verfallen. Die älteste Datierung stammt von 1907. |

| Foto:                    | Fotografie der Kellergasse (Gesamtheit). Klicken des Fotos erzeugt eine vergrößerte Ansicht. Daneben finden sich zwei Symbole: \| Weitere Bilder vorhanden \| Das Symbol bedeutet, dass weitere Fotos des Objekts verfügbar sind. Durch Klicken des Symbols werden sie angezeigt. \| \| Eigenes Foto hochladen \| Durch Klicken des Symbols können weitere Fotos des Objekts in das Medienarchiv Wikimedia Commons hochgeladen werden. \| |
| Name:                    | Bezeichnung der Kellergasse |
| Standort:                | Es ist die Katastralgemeinde (KG) angegeben. Durch Aufruf des Links Standort wird die Lage der Kellergasse in verschiedenen Kartenprojekten angezeigt. |
| Beschreibung             | Kurze Beschreibung der Kellergasse |
| Weitere Bilder vorhanden | Das Symbol bedeutet, dass weitere Fotos des Objekts verfügbar sind. Durch Klicken des Symbols werden sie angezeigt. |
| Eigenes Foto hochladen   | Durch Klicken des Symbols können weitere Fotos des Objekts in das Medienarchiv Wikimedia Commons hochgeladen werden. |